# Garo
«Ґаро» (англ. Garo, яп. 牙狼, дослівно «Ікластий вовк») — японська медіафраншиза жанру токусацу і жахів. Почавшись у 2005 році однойменним серіалом, вона продовжилася іншими серіалами, супутніми фільмами та аніме, об'єднаними єдиною тематикою та стилем. На відміну від більшості токусацу-серіалів, «Garo» орієнтовані на дорослу аудиторію. Твори серії присвячено опису боротьби таємних магічних організацій із демонами, що загрожують пересічним людям.

## Всесвіт «Garo»
Твори серії «Garo» описують протистояння нашого світу та світу демонів — Макаю (яп. 魔界). Негативні емоції людей втілюються у Макаї як демони горрори (яп. ホラー, від англ. horrors — кошмари). Через предмети, які вбирають негативну енергію, горрори можуть проникати в наш світ та вселятися в його жителів, передусім тих, що переживають сильні емоції. Демон може тривалий час не проявлятися безпосередньо, задовільняючи низькі бажання одержимої особи, щоб підживлюватися і сильнішати. Поступово горрор починає полювати на людей, пожираючи їх, та проявляється з тіла носія як чудовисько. Вигляд і спроможності втіленого демона зазвичай відповідають речі, крізь яку він проник до світу людей. Боротьбі з демонами присвячене життя давніх таємних організацій: лицарів Макаю (яп. 魔戒騎士) і жерців Макаю (яп. 魔戒法師). З допомогою магічної зброї або ритуалів вони розшукують горрорів, ув'язнюють їх у предметах і зрештою виганяють назад у Макай. Разом з тим демонів фактично неможливо знищити, допоки існують негативні емоції та злі помисли, горрори будуть втілюватися.
Лицарі Макаю проходять навчання з самого дитинства, оволодіваючи різною зброєю та знаннями про демонів. Вони мають особливі обладунки та зброю, виготовлені з «металу душ» (яп. ソウルメタル). Цей матеріал, залежно від волі власника, може змінювати свою вагу, самовідновлюватися, а також поглинати демонів і негативну енергію, крім того, що сам по собі є дуже стійким до фізичної зброї та магії. В той же час обладунки не можна довго носити, позаяк вони, реагуючи на негативну енергію самого лицаря, можуть придушити його волю. Тому лицарі Макаю прикликають обладунки тільки для безпосередньої битви з горрорами. Вигляд обладунків і зброї відповідає рисам носія, переважно асоційованим з якоюсь твариною. Центральними для серії є особи з титулом Золотого лицаря (яп. 黄金騎士), що носять обладунки Ікластого вовка (яп. 牙狼).
Жерці Макаю, на відміну від лицарів, зосереджуються на вивченні демонів, ритуалах, що допомагають виявляти їх, очищувати предмети від негативної енергії. Разом з тим вони розвинули створення магічних механізмів на кшатлт одухотворених прикрас-порадників і навіть магічних роботів. Жерці та лицарі залежать одні від одних і переважно співпрацюють.
Борці з демонами приховують своє існування, як і існування горрорів, від більшості людей. В повсякденному житті вони маскуються під представників різних професій, але мають повсюдні бази, сховки, та цілі місцевості, приховані магією.

## Телесеріали
- «Ґаро Garo» (牙狼〈GARO〉, 2005—2006) — присвячений молодому лицарю Макаю на ім'я Коґа. Коли під час бою з горрором кров демона випадково потрапляє на художницю Каору, вона стає приманкою для демонів. Спершу Коґа вирішує скористатися цим, щоб знищити більше демонів. Проте з часом від закохується в Каору і береться за пошуки способу врятувати її від прокляття. Паралельно від розкриває задум лицаря-відступника Бараґо здобути могутність, визволивши з Макаю праматір усіх демонів. Налічує 25 епізодів[1].
- «Ґаро, спеціальний епізод: Звір Демонової ночі / GARO Special: Byakuya no Maju» (牙狼〈GARO〉スペシャル 白夜の魔獣, 2006) — два спеціальних епізоди, в яких Коґа об'єднується зі жрицею Рін аби врятувати її подругу Джабі в прихованих землях Кантаю. Тим часом в Кантаї оживає древній могутній горрор Леґулес, намірений створити «родину» з підкорених демонів і людей[2].
- «Ґаро: Палаючий лицар Макаю / Garo: Makai Senki» (牙狼〈GARO〉～MAKAISENKI～, 2011—2012) — продовжує історію Коґи. Невідомий чаклун накладає на Коґу прокляття, що поступово вбиває його щоразу як він користуються магією. Отримавши в напарники жерця Рео, винахідника магічних роботів, він виконує різні завдання та розкриває, що таке ж прокляття накладено на всіх лицарів. Тим часом між жерцями та лицарями назріває розкол, адже роботи можуть замінити лицарів. Коґа шукає спосіб врятувати лицарів і з'ясувати кому вигідне їх зникнення. Налічує 25 епізодів[3].
- «Ґаро: Garo: Той, хто сяє в пітьмі / Yami o Terasu Mono» (牙狼〈GARO〉～闇を照らす者～, 2013) — події розгортаються в альтернативному світі, де Коґи не існує, в місті Вол-сіті, яке тероризують демони. Лицар Рюґа обраний жерцями носити обладунки Ікластого вовка, які однак втратили силу після смерті їх останнього власника. Разом з жерцями він виявляє появу нового виду демонів — магічних горрорів. Рюґа відкриває, що зі знищенням кожного такого демона частині його обладунків повертається колишній золотий блиск. Тож лицар прагне відновити їх силу та побороти демонічну загрозу. Налічує 25 епізодів[4].
- «Ґаро: Цвіт Макаю / Garo: Makai no Hana» (牙狼〈GARO〉-魔戒ノ花-, 2014) — присвячений пригодам лицаря Райґи — сина Коґи та Каору. Він об'єднується з лицарем Кроу та дівчиною Маюрі, наділеною даром запечатувати демонів, щоб завадити пробудженню древнього горрора Ейрит, розділеного на дев'ять частин. Райґа намагається досягти майстерності свого батька та побороти демона. Налічує 25 епізодів[5].
- «Зеро: Чорна кров / Zero: Black Blood» (絶狼＜ZERO＞-BLACK BLOOD-, 2014) — міні-серіал з двох епізодів, присвячений лицареві Реєві. Він викриває підпільну спільноту, де горрори та люди на перший погляд живуть в утопічній гармонії. Проте це виявляється пасткою — демони таємно пожирають людей і Рей береться покласти цьому край[6].
- «Ґаро: Порив золотої бурі / Garo: Gold Storm Sho» (牙狼〈GARO〉－GOLD STORM－翔, 2015) — продовжує історію Рюґи та однойменний фільм. Рюґа відправлений до міста Лайн-сіті, де стало незвичайно багато демонів. Лицар розкриває задум двох одержимих жерців помститися за смерть їхнього сина. Для цього вони планують знайти демонічну зброю Радан і знищити нею людство, чому Рюґа намагається завадити. Налічує 23 епізоди[7].
- «Ґаро: Історія Макаю / Garo: Makai Retsuden» (牙狼〈GARO〉-魔戒烈伝-, 2016) — серіал-антологія, що показує пригоди різних персонажів, пов'язаних з героями попередніх серіалів. Налічує 12 епізодів.
- «Зеро: Драконова кров / Zero: Dragon Blood» (絶狼＜ZERO＞-DRAGON BLOOD-, 2017) — продовжує пригоди лицаря Рея. Борючись із демонами, він зустрічає дівчину Еліс, яка знайшла яйце дракона. Як вважалося, дракони вимерли і ця знахідка стає метою для різних сил, що прагнуть використати дракона для своїх цілей. Рей стає на захист Еліс та яйця, щоб заручитися допомогою дракона в боротьбі зі злом. Налічує 13 епізодів[8].
- «Ікло бога: Джінґа / Kami no Kiba: Jinga» (神ノ牙 -JINGA-, 2018) — продовжує події, початі в фільмі «Kami no Kiba», оповідає про лицаря Джінґу, добру реінкарнацію загиблого лицаря-відступника. В новому житті він зустрічає наслідки своїх колишніх діянь і ставить собі за мету з'ясувати минуле й дізнатися таємницю загибелі батьків. Налічує 13 епізодів[9].
- «Ґаро: Перехресні шляхи / Garo: Versus Road» (GARO ‒VERSUS ROAD‒, 2020) — серіал, приурочений до 15-иріччя франшизи, що поєднує темне фентезі з кіберпанком. Хлопець Сора отримує шолом віртуальної реальності для «королівської битви», призом у якій є обладунки Золотого лицаря. Проте гра у віртуальному світі отримує наслідки і в реальності. Налічує 12 епізодів[10].
- «Ґаро: Спадкоємець залізних обладунків / Garo: Heir to Steel Armor» (牙狼＜GARO＞ ハガネを継ぐ者, 2024) — Рюґа повинен перешкодити відкриттю брами до Макаю після того, як виконуючи те ж завдання зник лицар Ґодо. Справу ускладнює те, що навколо брами збудовано місто Креаситі і вплив Макаю просочується туди крізь браму. Налічує 12 епізодів[11].

## Фільми
- «Ґаро: Червоний реквієм / GARO: Red Requiem» (牙狼〈GARO〉 ～RED REQUIEM～, 2010) — Коґа вирушає знищити могутнього горрора Карму та клуб, яким він керує. Тим часом в тому ж місці опиняються троє жерців, кожен зі своїми прихованими мотивами убити Карму. На заваді їм стає незвичайна здатність демона, що змушує героїв повстати один проти одного[12].
- «Ґайден Кіби / Kiba Gaiden» (呀〈KIBA〉 ～暗黒騎士鎧伝～, 2011) — описує події незадовго до фіналу оригінального серіалу, а саме історію лицаря-відступника Бараґо і як він уклав угоду з праматір'ю демонів Месією, щоб здобути шукану силу[13].
- «Ґаро: Демон-дракон блакитного плачу / GARO: Soukoku no Maryu» (牙狼〈GARO〉～蒼哭ノ魔竜～, 2013) — Коґа отримує завдання від істоти Ґаджарі вирушити в Заповітну землю та повернути її пазур. Дорогою він губиться і опиняється в сюрреалістичному світі, де опиняється все, загублене в світі людей[14].
- «Флейта Тоґена / Tougen no Fue» (牙狼外伝～桃幻の笛～, 2013) — двоє жриць-відступниць воскрешають злу чаклунку Хіґарі з допомогою магічної флейти, за що винагороджуються могутністю. Світлі жриці Джабі та Рекка протистоять їхнім планам і магії Хіґарі[15].
- «Ґаро: Порив золотої бурі / GARO: Gold Storm Sho» (牙狼〈GARO〉－GOLD STORM－, 2015) — Рюґа прибуває до Лайн-сіті, де віддає свої обладунки жерцям на очищення. Впевнений у безпеці, невдовзі він зі жрицею Ріан розкриває замисел магічного слуги Аґо створити світ, вільний від горрорів, шляхом знищення всіх людей[16].
- «Біку / Bikuu» (媚空 -ビクウ, 2015) — присвячена «мисливиці на темряву» Біку — агенту таємної служби, що розшукує і знищує одержимих лицарів та жерців. Їй належить проникнути до магічного сенату, щоб перевірити молодого жерця Дайчі. Взявшись за цю справу, Біку розкриває злочинні інтриги інших «мисливців на темряву»[17].
- «Ґаро: Ікло бога / GARO: Kami no Kiba» (牙狼〈GARO〉-神ノ牙, 2018) — Рюґа розслідує справу викрадення у лицарів Макаю обладунків. Разом з лицарями Такеру та Аґурі він наштовхується на причетність до цього Зінґи — темного лицаря, що перетворився на горрора[18].
- «Ґаро: Мандрівник місячного лука / Garo: Gekkou no Tabibito» (牙狼〈GARO〉-月虹ノ旅人-, 2019) — продовжує події серіалу «Makai no Hana». Райґа та Маюрі живуть разом, при цьому Райґа продовжує полювати на горрорів. Несподівано під час повного місяця незнайомець у білій масці викрадає Маюрі. Райґра вирушає слідом у Макай на примарному поїзді[19].

## Аніме
- «Ґаро: Карбована печатка полум'я / Garo: The Carved Seal of Flames» (2014—2015) — події відбуваються у вигаданій європейській країні Валіанта в епоху середньовіччя, де інквізиція полює на лицарів і жерців Макаю. Коли горрори наповнюють королівство, а придворний алхімік узурпує трон, законний спадкоємець престолу Альфонсо заручається підтримкою Леона — нащадка лицаря Макаю, щоб відновити порядок[20].
- «Ґаро: Багряний місяць / Garo: Crimson Moon» (2015) — події відбуваються в Японії періоду Хей'ан. Молодий лицар Райко бореться з горрорами при допомозі жриці Сеймей, котра викликає для нього обладунки. В своїх подорожах вони натрапляють на слід алхіміка, котрий прикликає демонів для власних потреб[21].
- «Ґаро: Зникаюча лінія / Garo: Vanishing Line» (2017) — описує сучасне місто Рассел-сіті, в якому лицар Вільгельм на прізвисько Меч бореться з демонами. Він зустрічає дівчину Софі, останніми словами загиблого брата якої були «Ель Дорадо». Вільгельм об'єднує свої зусилля з Софі, щоб розгадати таємницю цих слів[22].

## Супутня продукція

### Відеоігри
- Golden Knight Garo (2006) — файтинг для PlayStation 2[23].